# Ion beam figuring
L'ion beam figuring (IBF) è un processo basato sulla tecnica di ion beam sputtering attuata tramite cannone ionico per rifinire con grande accuratezza le superfici ottiche (lenti, specchi) grazie all'abrasione meccanica operata da ioni di un gas nobile scagliati contro l'oggetto da lavorare. Sono state condotte prove anche su mandrini superpuliti per la replicazione di ottiche destinate al dominio dei raggi X. Può raggiungere precisioni rms inferiori ai 6 nanometri, pari a un centesimo di lunghezza d'onda (λ/100) per ottiche destinate alla luce visibile.
Tra le più note applicazioni della tecnologia IBF si annovera la rifinitura degli specchi a tasselli dei due telescopi gemelli del Keck Observatory di 10 metri di apertura situati all'osservatorio di Mauna Kea alle isole Hawaii: i trentasei segmenti esagonali hanno superfici paraboloidi fuori asse, impossibili da ottenere con metodi tradizionali quando è richiesta grande precisione.

IBF è molto usato anche nella rifinitura di specchi in carburo di silicio (SiC) destinati ad impieghi su sonde spaziali e telescopi di ultima generazione.

## Come funziona
Il cannone ionico può essere pensato come una sabbiatrice: anziché lanciare grani di sabbia scaglia però ioni di gas. Gli ioni colpiscono il bersaglio e lo erodono con tasso di rimozione che dipende dalla natura del materiale e dall'intensità del fascio. Essa ha distribuzione gaussiana e le ali abradono meno del centro. Nel concetto somiglia a un utensile a dolce abrasione sfumata.
La forma della superficie iniziale del bersaglio è nota da misure interferometriche eseguite di solito con un interferometro in luce laser; la forma della superficie da ottenere è nota dalle specifiche di progetto dell'ottica o dal calcolo; il tasso di erosione del fascio ionico è noto da prove empiriche. Conosciute queste quantità si può calcolare con vari metodi matematici o genetici la movimentazione del fascio ionico per abradere il materiale del bersaglio e condurlo pian piano a convergere verso la forma desiderata. Nel concetto il metodo somiglia alle tecniche di lappatura usate per produrre lenti e specchi ottici.
I risultati migliori si ottengono su materiali amorfi poiché la geometria del reticolo cristallino introduce vie preferenziali d'impatto per gli ioni quando la sua forma è molto regolare, rovinando l'omogeneità abrasiva e peggiorando di conseguenza la microrugosità superficiale. Risultano ottimi il vetro, la ceramica, il carburo di silicio.

### Vantaggi
- non richiede contatto meccanico con l'oggetto da lavorare
- esercita forze trascurabili e può usarsi su superfici flessibili e delicate senza rischio di tensionarle
- è omogeneo e riproducibile
- può agire su materiali durissimi, come il carburo di silicio
- si può simulare il risultato con il calcolo e decidere come procedere in base alle simulazioni
- ideale per rifinire ottiche asimmetriche, asferiche, fuori asse, o di forma comunque complessa

### Svantaggi
- ideale solo su materiali amorfi o quasi amorfi
- scalda il substrato con rischio di tensionamenti
- peggiora la microrugosità superficiale
- può compiere solo lavori di rifinitura, non di sgrossatura

## Materiale necessario
- ottica in materiale amorfo ben lavorata e pulita da rifinire
- interferometro per la misura della forma delle superfici
- cannone ionico in camera a vuoto
- elettronica e software di controllo
- software per il calcolo del movimento del fascio ionico
- esperienza

## Schema operativo essenziale
- misura interferometrica della superficie e confronto con la forma teorica
- determinazione del profilo di rimozione su un campione di materiale
- calcolo del materiale da rimuovere
- calcolo del movimento del fascio ionico
- lavorazione
- misura di verifica della superficie

Dopo aver lavorato almeno a λ/2 con metodi tradizionali l'ottica che si vuol rifinire, di materiale il più possibile amorfo, se ne misura la forma superficiale con un interferometro e si determina forma e quantità del materiale da rimuovere per renderla il più possibile simile alla superficie teorica desiderata.

Noto il tasso di abrasione del fascio su quel materiale, determinato da prove empiriche svolte preliminariamente su oggetti di ugual materiale, si calcola tempo e velocità di movimento del fascio affinché il suo passaggio sul bersaglio possa erodere la quantità di materiale calcolata prima. Questa è la parte più complessa del lavoro perché deve ottimizzare non solo la forma risultante ma anche il tempo complessivo di lavorazione che per motivi pratici non può superare la ventina di ore o poco più, sia per il possibile calo di rendimento e omogeneità del fascio sia per l'eccessivo riscaldamento del bersaglio e soprattutto del degrado della sua microrugosità; si persegue per via matematica oppure iterativa con algoritmi genetici.

Si colloca ora l'oggetto nella camera, si fa il vuoto, si accende il fascio ionico e si attende che sia stabilizzato. A questo punto può avere inizio la lavorazione. Si usano in genere ioni di argon accelerati a energia di 1 keV e oltre.